# Kyoto Tango Railway
La WILLER TRAINS,Inc (WILLER TRAINS 株式会社, WILLER TRAINS Kabushiki Gaisha) est une des entreprises japonaises sur le transport ferroviaire de passagers.
Désignée plus souvent sous son nom d'opérateur du réseau ferroviaire Kyoto Tango Railway (京都丹後鉄道, Kyōto Tango Tetsudō) ou simplement Tantetsu (丹鉄) , elle exploite un réseau de voies ferrées couvrant le nord des préfectures de Kyōto et de Hyōgo.

## Histoire
La compagnie KTR Kitakinki Tango Railway cesse en 2015 toute activité sur ses propres lignes et sont repris par la société Willer Trains Inc, mais reste propriétaire du matériel roulant et des voies. 
La société d'exploitation Willer Trains Inc. est une filiale de Willer Alliance Inc exploite donc ces lignes ferroviaires au nord des préfecture de Kyōto et Hyōgo, sous le nom de Kyoto Tango Railway.

## Réseau
L’entreprise exploite quelques lignes sur les alentours de  Maizuru, Fukuchiyama et Toyooka.
- Avant le 31 mars 2015, la gestion des lignes était ainsi :
  - Ligne Miyafuku (Fukuchiyama à Miyazu)
  - Ligne Miyazu (Toyooka à Maizuru)

- Après le 1er avril 2015, la  gestion fut modifiée ainsi :
  - Ligne Miyafuku (Fukuchiyama à Miyazu)
  - Ligne Miyazu scindée en deux sections :
    - Miyamai (Miyazu à Maizuru)
    - Miyatoyo (Miyazu à Toyooka)

|                                                               |  |                                                          |
| Lignes sous Kitakinki Tango Railway ( jusqu'à fin mars 2015). |  | Lignes sous Kyoto Tango Railway (à partir d'avril 2015). |